# أل مايكلز (لاعب كرة قدم أمريكية)
أل مايكلز (بالإنجليزية: Al Michaels)‏ هو لاعب كرة قدم أمريكية أمريكي، ولد في 14 نوفمبر 1911 في دوبويس في الولايات المتحدة، وتوفي في 17 أكتوبر 1991 في رالي في الولايات المتحدة.